# 므와바

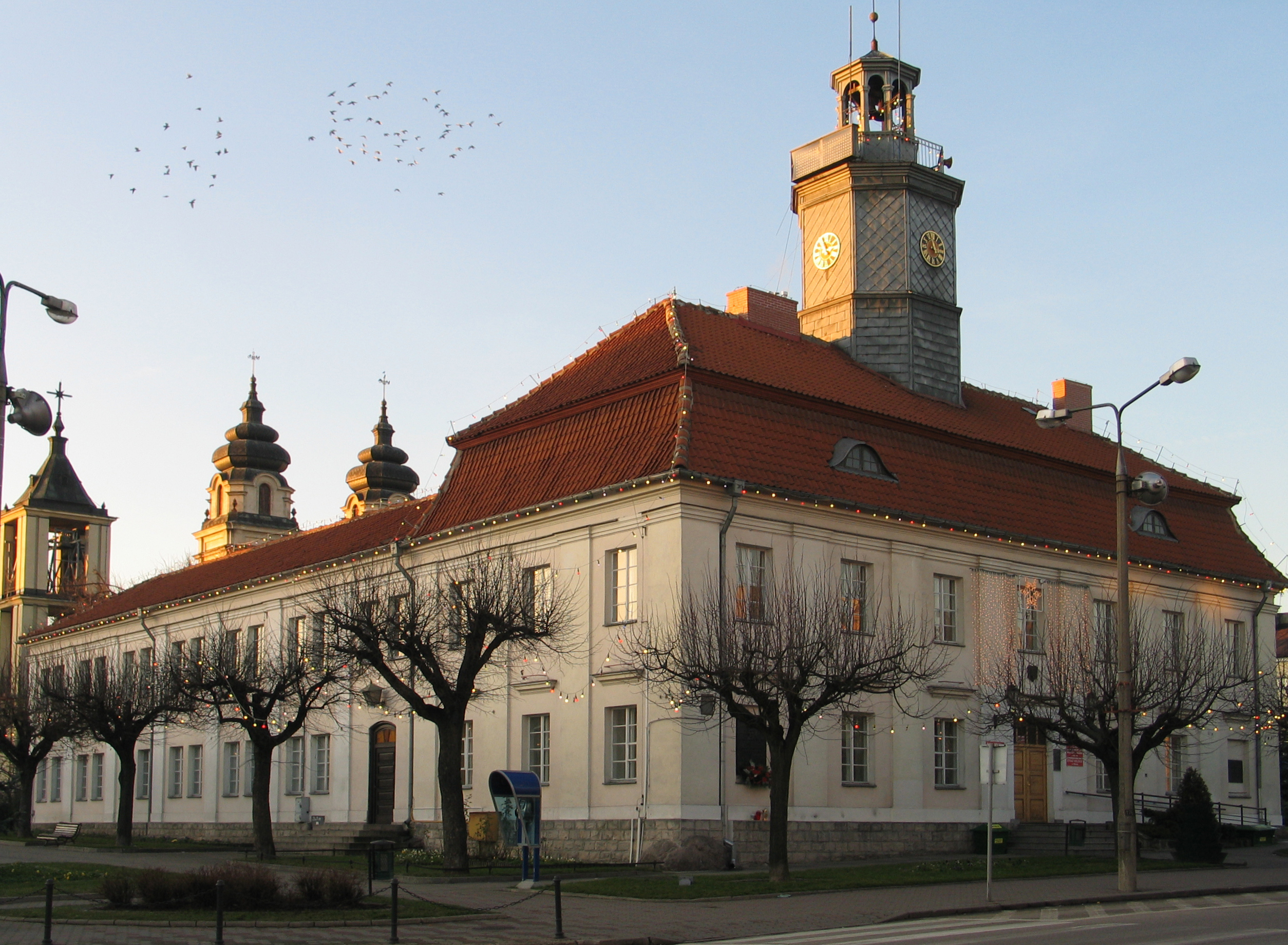
므와바 시청

므와바(폴란드어: Mława)는 폴란드 북동부에 있는 마을로 2020년 기준 인구는 31,047명이다. 므와바군의 군청 소재지이다. 이 마을은 마조프셰주에 위치하고 있으며 이전에는 치에하누프주의 일부였다. 1939년 폴란드 침공 당시 므와바 전투는 도시 북쪽에서 벌어졌다.

므와바의 시기
므와바의 시 문장

## 역사
므와바에 대한 첫 번째 언급은 1426년 7월 2일 마조비에츠키에의 세 왕자(시에모윗 5세, 트로이덴 2세 및 브와디스와프 1세)가 지방 법원의 회의에 참석했을 때이다. 므와바가 이미 도시 중심지였는지는 알 수 없었다. 이를 증명할 자료가 없기 때문이다. 3년 후, 므와바는 도시로 통합되었다. 폴란드 왕실 대폴란드 지방의 플록주에 위치한 왕실 도시였다. 1521년 폴란드-튜턴 전쟁 중 이 마을은 튜턴 기사단에 의해 함락되고 약탈되었다. 1659년에 마을은 스웨덴 군대에 의해 불탔고, 1795년에는 폴란드의 제3차 분할에 따라 므와바가 프로이센 왕국의 일부가 되었다.
1807년에는 단기 폴란드 바르샤바 공국에 포함되었다. 나폴레옹 전쟁 이후 1815년 비엔나 므와바 의회(주 전체와 함께)는 최초의 자치 폴란드 의회의 일부로 폴란드 러시아 분할에 통합되었으며 제1차 세계 대전까지 그곳에 남아 있었다. 1914년 이전 러시아-독일 제국의 국경이었던 므와와는 적대하는 두 군대 사이에 격렬한 전투가 벌어졌던 곳이다.
전쟁 후 1918년 폴란드는 독립을 되찾았고 도시는 폴란드와 재통합되었다. 폴란드-소비에트 전쟁 동안 폴란드는 1920년 8월 9일부터 10일까지 맹렬히 방어했고, 8월 10일에는 러시아군에게 점령했다가 이후 폴란드군에게 탈환했다. 전후 폴란드 내에서 이 도시는 바르샤바주(1919~39)에 할당되었다. 폴란드 제2공화국 정부는 독일 국경과 인접해 있기 때문에 여러 요새를 건설했다.
제2차 세계대전의 시작 단계에서 진군하는 독일군은 1939년 9월 1일부터 9월 3일까지 므와와 방어로 알려진 므와바 전투에서 폴란드군의 강력한 저항에 직면했다. 아인자츠그루페 5세는 9월에 마을에 진입했다. 1939년 10월 10일, 현지 폴란드인들 사이에서 최초의 대량 체포를 수행한 후 현지 감옥에 수감되었다. 또한 9월 10일에 독일군은 69명의 유대인을 마을에서 추방했다. 독일인은 폴란드 사무소, 법원 및 조직에 대한 대량 수색을 수행했으며 정보화의 일환으로 지역 관리, 교사 및 신부를 포함한 폴란드 정보원에 대한 대량 체포가 다음 몇 달 동안 계속되었으며 많은 사람들이 이후에 살해되었다. 솔다우 강제 수용소. 1940년 2월 20일 오시스와보에서 지역 장애인이 살해되었다. 폴란드 점령이 시작된 직후 므와바는 1939년 10월 26일 나치 독일에 합병되어 지체나우 행정 구역의 일부로 관리되었다. 독일인들은 마을에 두 개의 강제 노동 수용소를 설치하고 운영했다.
게토에서 살아남은 유태인들은 아우슈비츠 수용소로 이송되었다. 마지막 추방은 1942년 12월 10일이었다.
1945년 소련이 도착하기 전, 므와바는 밀라우 군사 훈련 지역에 인접한 강제 노동 수용소에서 364명의 독일인이 학살당한 곳이였다. 1945년에 이 도시는 폴란드로 복원되었지만 소련이 설치한 공산주의 체제가 1980년대에 공산주의가 몰락할 때까지 권력을 유지했다.
1991년 6월 26일에서 27일 사이에 젊은 여성을 포함하여 약 200명으로 추정되는 청년 그룹이 지역 로마 주민들의 집을 침입하여 그들을 도피시켰을 때 일련의 폭력적인 황폐화와 약탈 사건이 발생했다. 폭동으로 다친 로마인은 단 한 명도 없었지만 40%의 거주지에 상당한 피해를 입혔다. 많은 가해자들이 현장에서 체포되었다. 그들 중 다수는 재판 후에 감옥에 갇히게 되었다. 폭력은 인종차별과 질투에서 비롯된 것으로 묘사되었다. 폭동을 촉발한 사건은 로마니 남성 운전자의 뺑소니로 폴란드인 보행자가 동행자와 함께 사망한 사건이었다. 이 행사는 폴란드 내 루마니아인의 지위, 경제적 격차, PRL 시대가 끝난 후 국가가 조정함에 따라 진행 중인 과도기적 정치, 사회 및 경제 개혁 방향에 대한 주요 토론을 촉발했다.
1. ↑  https://www.polskawliczbach.pl/Mlawa